# Guerra redentrice
Guerra redentrice è un film muto italiano del 1915 diretto da Eduardo Bencivenga.